# Sandnes
'Sandnes (norsky  ˈsɑ̂nːeːs) je město a obec v jihozápadním Norsku v kraji Rogaland. Nachází se asi 12 kilometrů jižně od Stavangeru a tvoří s ním souměstí.
Název města pochází od zemědělské usedlosti Sandnæs z roku 1723, na jejímž místě bylo založeno. Statut města získalo v roce 1860 a městský znak v roce 1972. Na něm je zobrazena keramická nádoba symbolizující hrnčířskou produkci, která byla jedním z hlavních lokálních produktů od konce 18. století.
Obec se dělí na následující místní části: Lura, Trones, Stangeland, Soma, Malmheim, Sandved, Ganddal, Figgjo, Austrått, Sviland, Hana, Høle a Riska.